# Arcturian
Arcturian — пятый студийный альбом норвежской авангард-метал-группы Arcturus, выход которого состоялся 8 мая 2015. Это первый альбом, выпущенный группой за 10 лет. Первый сингл с альбома, «The Arcturian Sign», был выпущен 27 марта 2015.

## Запись
Первые записи новых композиций были сделаны примерно во время воссоединения группы, после чего Arcturus выступили на нескольких фестивалях. Первоначально новый альбом был анонсирован на 2013 год, но запись Arcturian в студии Mølla Studios Кнута Магне Валле затянулась до 2014 года. В качестве приглашенных музыкантов были задействованы Себастьян Грушо (скрипка), Атле Пакуш Гундерсен (гонг) и Андре Ристесунд (аранжировка). Валле и группа производили сведение и мастеринг альбом, а Мартин Коллер продюсировал его.

## Стиль
В отличие от своего предыдущего альбома Sideshow Symphonies, который был относительно спокойным с точки зрения атмосферы, Arcturian более жёсткий, разнообразный и более экспериментальный, и описывается как «смесь блэк-метала, прогрессивного рока, авангарда и классических элементов». Гитары более заметны с жёсткими риффами и мелодичными соло. Помимо обычно доминирующих клавишных, часто используются скрипка, электронные эффекты и ритмы. Как и в предыдующих альбомах Arcturus, на Arcturian представлен и чистый, и экстремальный вокал.

## Список композиций
| №                   | Название             | Текст песни         | Музыка              | Длительность |
| ------------------- | -------------------- | ------------------- | ------------------- | ------------ |
| 1.                  | «The Arcturian Sign» | ICS Vortex          | Møllarn             | 5:08         |
| 2.                  | «Crashland»          | ICS Vortex          | Møllarn             | 4:08         |
| 3.                  | «Angst»              | ICS Vortex          | Сверд               | 4:26         |
| 4.                  | «Warp»               | ICS Vortex          | ICS Vortex          | 3:51         |
| 5.                  | «Game Over»          | ICS Vortex          | Сверд               | 5:57         |
| 6.                  | «Demon»              | ICS Vortex          | Сверд               | 3:27         |
| 7.                  | «Pale»               | ICS Vortex          | Сверд               | 5:10         |
| 8.                  | «The Journey»        | Møllarn             | Møllarn             | 4:14         |
| 9.                  | «Archer»             | ICS Vortex          | Сверд               | 5:36         |
| 10.                 | «Bane»               | ICS Vortex          | Møllarn             | 5:50         |
| Общая длительность: | Общая длительность:  | Общая длительность: | Общая длительность: | 47:47        |

## Участники записи
Arcturus
- Симен Хэстнэс (ICS Vortex) — вокал
- Кнут Магне Валле (Møllarn) — гитара, вокал на «The Journey»[18]
- Хью Мингей (Сколл) — бас-гитара
- Стейнар Сверд Йонсен (Сверд) — клавишные
- Ян Аксель Бломберг (Хеллхаммер) — ударные

Приглашённые музыканты
- Себастьян Грушо — скрипка
- Атле Пакуш Гундерсен — гонг
- Андре Ристесунд — аранжировка